# Kongalabeedu, Holenarsipur
Kongalabeedu là một làng thuộc tehsil Holenarsipur, huyện Hassan, bang Karnataka, Ấn Độ.